# Eulithis pulchraria
Eulithis pulchraria är en fjärilsart som beskrevs av John Henry Leech 1897. Eulithis pulchraria ingår i släktet Eulithis och familjen mätare. Inga underarter finns listade i Catalogue of Life.